# Rafael Marín Trechera
Rafael Marín Trechera (Cádiz, 3 de febrero de 1959) es un profesor, escritor, traductor y guionista de cómics español. Ha desarrollado también una gran actividad como crítico de cine, cómics y de literatura de ciencia ficción, participando en numerosas publicaciones.

## Biografía
Rafael Marín comenzó su carrera como escritor a finales de los años 70, cuando estaba estudiando la carrera de Filología Inglesa. Lanzó entonces su propio fanzine, "McClure" (1978), y colaboró con varias revistas de ciencia ficción, como Kandama, Máser, Nova y Nueva Dimensión; en esta última se publicó su primera novela corta, Nunca digas buenas noches a un extraño (1978), donde preludia el movimiento cyberpunk. 
Obtenida la licenciatura, ejerce como profesor de lengua inglesa y literatura en el Colegio San Felipe Neri de Cádiz. Trabaja también como traductor en más de un centenar de obras de diversa temática para editoriales como Martínez Roca, Júcar, Ultramar, Folio, Ediciones B, Gigamesh, La Factoría de Ideas, Bibliópolis, Minotauro y otras. Su novela Lágrimas de luz (1984) está considerada una de las mejores de la ciencia ficción española.
En 1995 y a partir de su memoria de licenciatura, publicó su primer ensayo sobre historieta, Los cómics Marvel.
Como guionista de cómic, destaca sobre todo su trabajo formando equipo con Carlos Pacheco, en la serie Iberia Inc. (1996), dibujada por Rafa Fonteriz y Jesús Yugo. La serie desarrollaba las aventuras de un grupo de superhéroes españoles. En 1998, también con Pacheco, desarrolló otro cómic de temática similar, Triada Vértice, dibujada por Jesús Merino. Posteriormente co-guionizó junto con Carlos Pacheco la miniserie de cuatro números Los Inhumanos (con dibujos de José Ladronn) y Los 4 Fantásticos (con dibujos de Carlos Pacheco), de la editorial norteamericana Marvel Comics. 
Dirigió la revista de estudios sobre la historieta Yellow Kid (2001-2003). 
Es también guionista de una serie de doce álbumes de historieta, 12 del Doce , sobre la vida en el Cádiz que redactó la primera Constitución española y que forman en conjunto una novela gráfica de 240 páginas. Lo acompañan dibujantes como Mateo Guerrero, Fritz, Antonio Romero, o Sergio Bleda.
Durante ocho años, fue director de la línea editorial "Sin Fronteras", dedicada a publicar en España los clásicos de prensa de los cómics norteamericanos, para  Dolmen Ediciones.

## Galardones
Su labor como novelista le ha valido, entre otros, los premios UPC, Ignotus, Pablo Rido, Castillo-Puche y Albacete de Novela Negra. En la Eurocon celebrada en Finlandia en 2003, fue galardonado con el premio al mejor traductor europeo de ciencia ficción.
La Asociación Española de Fantasía y Ciencia Ficción le entregó en 2019 el Premio Gabriel a la labor de una vida.

## Obras destacadas

### Narrativa
- 1984 - Lágrimas de luz (Ediciones Fénix/Nueva Dimensión; reeditada en 1987 por Orbis; 2002 y 2008 por Gigamesh; 2022 por Apache Libros)
- 1987 - Unicornios sin cabeza (Ultramar, antología de relatos)
- 1992 - Serie La Leyenda del Navegante: Crisei, Arce y Génave (Miraguano Ediciones)
- 1993 - El muchacho inca (Miraguano Ediciones)
- 1996 - Ozymandias (La calle de la costa, antología de relatos)
- 1998 - Mundo de dioses (Ediciones B, Nova; reeditada en 2009 por Bibliópolis)
- 2001 - Contra el tiempo, en colaboración con Juan Miguel Aguilera. (Artifex)
- 2001 - La piel que te hice en el aire (IES José Luis Castillo Puche)
- 2002 - La sed de las panteras (Calembé, antología de relatos)
- 2002 - El centauro de piedra (Pulp Ediciones, antología de relatos)
- 2004 - Detective sin licencia (Servicio de publicaciones Diputación de Albacete)
- 2005 - Elemental, querido Chaplin (Minotauro)
- 2006 - La leyenda del Navegante (Minotauro, reedición en un solo volumen)
- 2006 - Juglar (Minotauro; reeditada en 2014 por Sportula)
- 2008 - El anillo en el agua (Servicio de publicaciones de la Diputación de Cádiz)
- 2010 - Piel de fantasma (Editorial AJEC)
- 2011 - El niño de Samarcanda (Paréntesis, Colección Umbral)
- 2011 - La ciudad enmascarada (Editorial AJEC)
- 2011 - Las campanas de Almanzor (Difusión)
- 2012 - Oceanum, en colaboración con Juan Miguel Aguilera. (EDEBÉ)
- 2012 - Los espejos turbios (Editorial AJEC)
- 2013 - Lona de tinieblas (Quorum Libros)
- 2015 - Está lleno de estrellas  (Cyberdark)
- 2015 - Mobtel (Dalya Editorial)
- 2015 - Son de piedra y otros relatos (Cyberdark)
- 2017 - Don Juan (Dolmen Editorial)
- 2018 - El tebeo mágico (Estudio Rosetta)
- 2018 - La aventura de la Primera Vuelta al Mundo (Consejería de Cultura, Junta de Andalucía)
- 2018 - Ora Pro Nobis (Apache Libros)
- 2019 - Victoria (Dolmen Editorial)
- 2019 - Memento Mori (Apache Libros)
- 2022 - Elsinor (Alamut)
- 2022 - La niña del Gran Teatro y otros cuentos (Pórtico)
- 2023 - Mío Cid, el juglar y la magia (Fondo de Cultura Económica, México)
- 2023 - Odiseo rey (Dolmen Editorial)
- 2024 - Los muertos de Madrid (Kaizen Editores)
- 2024 - La geste d'Hamlet Evans (Éditions Argyll, Francia)
- 2025 - Elemental, querido Chaplin (Fondo de Cultura Económica, México)
- 2025 - Los días azules (Kaizen Editores)

### Estudios sobre historieta
- 1995 - Los Cómics Marvel (Edición Global: Nexus). Reeditado por La Factoría de Ideas en 2000
- 1996 - Alan Moore. El Señor del Tiempo (colaboración)  (Edición Global: Nexus)
- 2004 - Hal Foster: Una épica post-romántica (Ediciones Sinsentido)
- 2007 - Spider-Man: El superhéroe en nuestro reflejo (Ediciones Sinsentido)
- 2008 - Los cómics del exilio (Fundación Antonio Pérez)
- 2009 - W de Watchmen (Dolmen Editorial)
- 2016 - MARVEL: Crónica de una época (Dolmen Editorial)
- 2023 - MARVEL: Crónica de una época. Edición Ampliada (Dolmen Editorial)

## Traducciones

### Ediciones B
- La voz de los muertos (Speaker for the Dead). Orson Scott Card
- Entre los latidos de la noche (Between the Strokes of Night). Charles Sheffield
- Maestro cantor (Songmaster) . Orson S. Card
- Serpiente del sueño (Dreamsnake). Vonda N. McIntyre
- La telaraña entre los mundos (The Web Between the Worlds). Charles Sheffield
- Radix. A.A. Attanasio
- Ender el xenocida (Xenocide). Orson Scott Card
- El libro del día del Juicio Final (Doomsday Book). Connie Willis
- El Engaño Hemingway (Hemingway Hoax). Joe Haldeman
- Proteo (Proteus). Charles Sheffield
- Cetaganda. Lois McMaster Bujold
- Remake. Connie Willis
- El efecto práctica (The Practice Effect). David Brin
- Oveja mansa (Bellwether). Connie Willis
- Hijos de la mente (Children of the Mind). Orson S. Card
- Ethan de Athos (Ethan of Athos). Lois McMaster Bujold
- Paz interminable (Forever Peace) Joe Haldeman
- Observadores del pasado: La redención de Cristóbal Colón (Pastwatch: The Redemption of Christopher Columbus). Orson S. Card
- Restos de población (Remnant Population). Elizabeth Moon
- Recuerdos (Memories). Lois McMaster Bujold
- El cofre del tesoro  (Treasure Box) Orson Scott Card
- Por no mencionar al perro (To Say Nothing of the Dog). Connie Willis
- Fuego del corazón (Heartfire). Orson Scott Card
- Los sueños de Lincoln. (Lincoln´s Dreams) Connie Willis
- San Leibowitz y la mujer caballo salvaje (Saint Leibowitz and the Wild Horse Woman). Walter M. Miller Jr.
- Komarr. Lois McMaster Bujold
- El triunfo de la Fundación. (Foundation’s Triumph) David Brin
- La sombra de Ender (Ender´s Shadow).  Orson Scott Card
- El árbol familiar (The Family Tree). Sheri S. Tepper
- La sombra del Hegemón (Shadow of the Hegemon). Orson Scott Card
- Una campaña civil (A Civil Campaign), Lois McMaster Bujold
- La llegada (The Coming). Joe Haldeman
- Tránsito (Passage). Connie Willis
- Fragmentos de honor. (Shards of Honor) Lois McMaster Bujold
- Marionetas de la sombra (Shadow Puppets). Orson Scott Card
- Materia celeste (Celestial Matters). Richard Garfinkle
- Inmunidad diplomática. (Diplomatic Immunity) Lois McMaster Bujold
- Gente de barro (Kiln People). David Brin
- Ilión I: El asedio.  (Illium) Dan Simmons
- En el país de los ciegos (In the Country of the Blind). Michael Flynn
- La ciudad de cristal (The Crystal City). Orson Scott. Card
- La reconstrucción de Sigmund Freud (The Remaking of Sigmund Freud), Barry N. Malzberg
- Ilión II: La rebelión. Dan Simmons
- Homínidos (Hominids). Robert J. Sawyer
- Humanos (Humans). Robert J. Sawyer
- Híbridos (Hybrids). Robert J. Sawyer
- La velocidad de la oscuridad (The Speed of Dark). Elizabeth Moon
- La Bella Durmiente. (Beauty) S. Tepper
- Una mujer del Pueblo de Hierro (A Woman of the Iron People). Eleanor Arnason
- Elantris. Brandon Sanderson
- Olympo I: La guerra. (Olympus) Dan Simmons
- Olympo II: La caída. Dan Simmons
- La sombra del gigante (Shadow of the Giant). Orson Scott Card
- Mindscan,  Robert J. Sawyer
- Lovelock, Orson Scott Card y Kathryn H.  Kidd
- El hombre vacío (The Hollow Man), Dan Simmons
- Eifelheim, Michael Flynn
- Imperio, (Empire) Orson Scott Card
- Tratamiento invasor, (Invasive Procedure) Orson Scott Card y Aaron Johnston
- Vuelta atrás (Rollback), Robert Sawyer
- Calle de Magia (Magic Street), Orson Scott Card
- La Guerra de los regalos, (The War of the Gifts) Orson Scott Card
- La Tierra desprevenida, (Earth Unaware), Orson Scott Card y Aaron Johnston
- La Tierra en llamas (Earth Afire), Orson Scott Card y Aaron Johnston
- Nacidos de la bruma (Mistborn),  Brandon Sanderson
- El pozo de la ascensión (The Well of Ascension), Brandon Sanderson
- El héroe de las eras, (Hero of the Ages) Brandon Sanderson
- El aliento de los dioses, (Warbreaker), Brandon Sanderson
- Aleación de ley (The Alloy of Law), Brandon Sanderson
- El camino de los reyes (The Way of Kings), Brandon Sanderson
- Steelheart, Brandon Sanderson
- Palabras radiantes (Words of Radiance), Brandon Sanderson
- Tierra (Earth), David Brin
- Tiempos de gloria (Glory), David Brin
- Chernobyl, Frederik Pohl
- Quattrocento,  James McKean
- Alvin el aprendiz (Prentice Alvin), Orson Scott Card
- Alvin el oficial (Alvin Journeyman), Orson Scott Card
- Navegante Solar (Sundiver), David Brin
- La caza de Nimrod (The Nimrod Hunt),  Charles Sheffield
- Tras la caída de la noche (Beyond Nightfall), Arthur C. Clarke y Gregory Benford
- Caliban, Isaac Asimov y Roger MacBride Allen
- El joven samurái: El camino del guerrero, (Young Samurai: The Way of the Warrior) Chris Bradford
- El joven samurái 2: El camino de la espada (Young Samurai 2: The Way of the Sword) Chris Bradford
- El joven samurái 3: El camino del dragón  (Young Samurai 3: The Way of the Dragon) Chris Bradford
- El hombre equivocado (The Wrong Man), John Katzenbach
- El noveno clon (Fountain Society), Wes Craven
- Un perro llamado Grk (A dog called Grk), Joshua Doder
- Grk y la banda de los Pelotti (Grk and the Pelotti Gang), Joshua Doder
- Falsa identidad (Assumed Identity), David Morrell
- La hora mágica (Magic Hour), Susan Isaacs
- Muerte de un nacional (Death of a Nationalist), Rebecca Pawell
- El manuscrito samurái (Stalking the Angel), Robert Crais
- El mundo es uno (How the World was One), Arthur C. Clarke
- Enciclopedia de Ciencia Ficción, John Clute.
- Patria (Fatherland), Robert Harris
- Semillas de odio: la conexión china con el terrorismo internacional, Gordon Thomas
- ¡Piensa! ¿Qué significa ser humano en un mundo en cambio? (Identity), Susan Greenfield
- La ruina del imperio romano (The Ruin of the Roman Empire), James O’ Donnell
- Criópolis (Cryoburn), Lois McMaster Bujold
- Reamde, Neal Stephenson

### Minotauro
- Verano del adiós (Farewell Summer), Ray Bradbury
- Ahora y siempre (Now and Forever), Ray Bradbury
- La leyenda de Sigurd y Gudrun (The Legend of Sigurd and Gudrun),   J.R.R. Tolkien
- La vieja guardia (Old Man’s Guard), John Scalzi
- Las brigadas fantasma (The Ghost Brigades), John Scalzi
- La colonia perdida (The Last Colony), John Scalzi
- La historia de Zoe (Zoe’s Tale), John Scalzi
- El agente de las estrellas (Agent to the Stars), John Scalzi
- El ejército de las sombras (Vampyrrhic), Simon Clark
- Defensores de Ulthuan (Defenders of Ulthuan), Graham McNeill
- Los Dones (The Gifts), Ursula K. Le Guin

### Etiqueta futura
- La playa salvaje (The Wild Shore), Kim Stanley Robinson
- La costa dorada (The Gold Coast), Kim Stanley Robinson
- Neverness,  David Zindell

### Etiqueta negra
- Vivir y morir en Los Ángeles (To Live and Die in LA), Gerald Petievich
- Morir en Beverly Hills (To die in Beverly Hills), Gerald Petievich
- La colina de los suicidas (Suicide Hill), James Elroy
- El cerdo de vapor (The Steam Pig), James McClure

### Ultramar
- Los humanoides (The Humanoids), Jack Williamson
- ¿Quién? (Who?), Algis Budrys
- Ambiente (Ambient), Jack Womack
- Terraplane, Jack Womack
- Memorias (Memories), Mike McQuay
- La muerte del caos  (The Death of Chaos) Joanna Russ
- Crystal Express, Bruce Sterling
- Lengua materna (Native Tongue),  Suzette Haden Elgin
- La rosa de Judas (The Rose of Judas), Suzette Haden Elgin
- El país irredento (The Unconquered Country), Geoff Ryman

### Martínez Roca
- Tom O’ Bedlam, Robert Silverberg
- Siempre hay un precio (There is always a price tag), James Hardley Chase
- Jugadores del juego de la gente (Players at the Game of People), John Brunner
- Los simulacros (The Simulacra), Philip K. Dick
- Podemos construirle (We Can Build You),  Philip K. Dick
- La edad de Oro 1939-1940, Isaac Asimov (ed)
- La edad de Oro 1941, Isaac Asimov (ed)
- La edad de Oro, 1942-1943, Isaac Asimov (ed)
- La edad de Oro 1944-1945, Isaac Asimov (ed)
- La edad de Oro 1946-1947, Isaac Asimov (ed)
- Los premios Hugo, 1980-1082, Isaac Asimov (ed)
- Nuestra Señora de las Tinieblas (Our Lady of Darkness), Fritz Leiber
- El festín de las máscaras, VV.AA.
- Mensajes del infierno (Othersyde), J. Michael Straczynski
- Horror 4. Lo mejor del terror contemporáneo Dennis Etchinson (ed)
- Sacrilegio, Whitley Strieber
- Ultratumba, Rampsey Campbell

### La factoría de ideas
- Camelot 30K, Robert L. Forward
- Factor de Humanidad (Factoring Humanity), Robert J. Sawyer

### Acervo
- Todos los weyrs de Pern (All the Weyrs in Pern), Anne McCaffrey

### Gigamesh
- Esencia oscura (The Drawing of the Dark), Tim Powers

### Ediciones Urano
- País de espías (Spook Country), William Gibson
- Historia Cero (Zero History), William Gibson

### Bibliópolis
- Luz (Light), M. John Harrison
- Siembra de jade (A Scattering of Jades), Alex Irvine
- El cuerpo de la casa (Homebody), Orson Scott Card
- El buscavidas (The Hustler), Walter Trevis
- El color del dinero (The color of money), Walter Trevis
- Gambito de reina (Queen´s gambit), Walter Trevis

### EDHASA
- La libertad interminable  (Forever Free), Joe Haldeman
- Mi casco por almohada (Helmet for my Pillow), Robert Leckie

### RBA editores
- Mundos de exilio e ilusión (Words of Exile and Illusion), Ursula K. Le Guin
- El mejor de los mundos posibles (The best of all possible worlds), Karel Lord
- Desconfíe de ese sabor concreto (Distrust that particular flavor), William Gibson
- La alianza del capitán Vorpatril (Captain Vorpatril's Alliance), Lois McMaster Bujold

### Ediciones S.M.
- Zona Gulliver (Gulliverzone), Stephen Baxter
- Castillo de sueños (Dreamcastle), Stephen Bowkett
- La hechicera (Sorceress), Magey Furey
- Mordeduras de araña (Spiderbite), Graham Joyce
- Paria (Untouchable), Richard Eric Brown
- La tormenta de luz (Lightstorm), Peter Hamilton